# Michael Caine

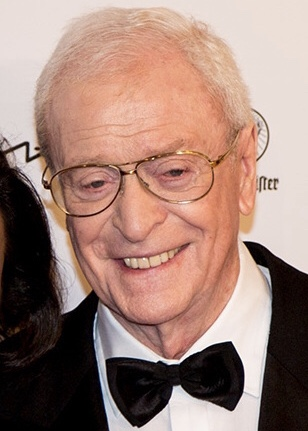
Michael Caine (2015)

Sir Michael Caine, CBE (* 14. März 1933 in Rotherhithe, London als Maurice Joseph Micklewhite, Jr.) ist ein britischer Schauspieler und Autor. Er gilt als einer der profiliertesten und erfolgreichsten Charakterdarsteller seiner Generation und ist unter anderem zweifacher Oscar- und dreifacher Golden-Globe-Preisträger. Insgesamt ist er in über 160 Filmen aufgetreten.

## Leben und Karriere

### Karriere
Caine, der in bescheidenen Londoner Verhältnissen aufwuchs, verfolgte von früher Jugend an den ehrgeizigen Plan, reich und berühmt zu werden. Er wollte auf keinen Fall das Schicksal seines Vaters teilen, der nach Jahrzehnten harter Arbeit als armer Mann gestorben war.
Nach dem Militärdienst (unter anderem in Korea) bei den The Royal Fusiliers (City of London Regiment) begann Caine als Schauspieler zu arbeiten und gab sich Mitte der 1950er Jahre den Künstlernamen „Michael Caine“ (da ihn der Film Die Caine war ihr Schicksal beeindruckt hatte). Rund zehn Jahre lang arbeitete er sich in kleinen Rollen im Theater und Kino hoch. Er war seit dieser Zeit auch mit seinem Kollegen Sean Connery befreundet, der ebenso wie Caine zunächst Schwierigkeiten hatte, sich als Schauspieler durchzusetzen.
Seinen Durchbruch erlebte Michael Caine Mitte der 1960er Jahre mit Hauptrollen in Filmen wie Zulu (1964), Ipcress – streng geheim (1965) oder Der Verführer läßt schön grüßen (1966). Für den Film Zulu (über den Kampf von 139 Briten gegen ca. 4000 Zulukrieger bei der Schlacht um Rorke’s Drift) musste er sich für die Rolle des Leutnants Gonville Bromhead einen Oberklassenakzent aneignen. Caine, der sonst mit einem unüberhörbaren Cockneyakzent spricht, verkörperte in vielen Filmen den Angehörigen der Arbeiterklasse, der mit wacher Intelligenz und Chuzpe zum Erfolg kommt. Er verkörperte damit einen Schauspieler neuen Typs, der sich von den etablierten britischen Stars unterschied, welche in der Regel durch ihren kultivierten Habitus auffielen (Laurence Olivier, James Mason, Michael Redgrave etc.). Zusammen mit Kollegen wie Sean Connery, Albert Finney, Oliver Reed oder Richard Harris konnte Caine davon profitieren, dass sich der Publikumsgeschmack in den 1960er Jahren deutlich gewandelt hatte.

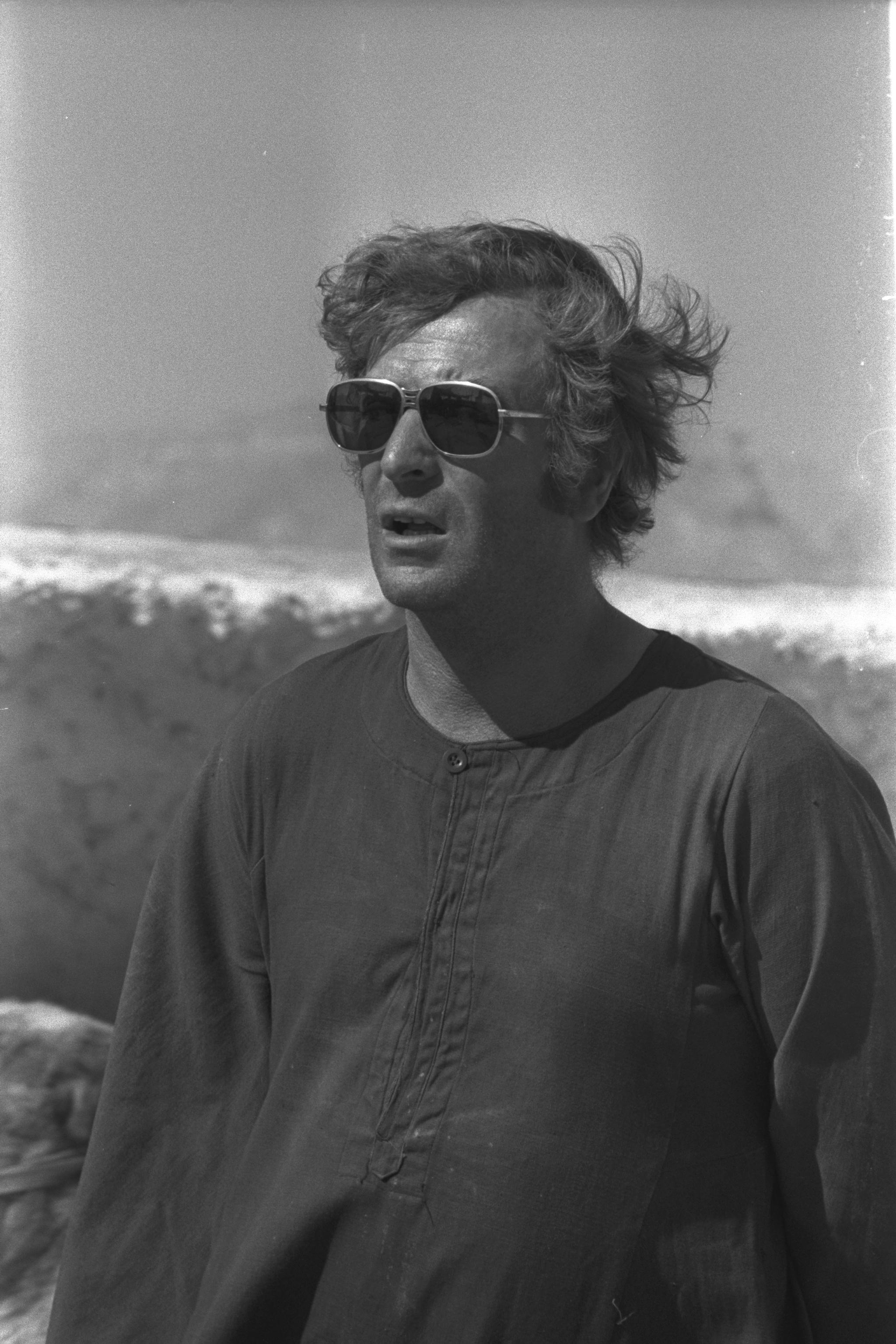
Michael Caine im Film Ashanti (1979)

Caine trat im Verlauf seiner Karriere in vielen Filmen unterschiedlichster Qualität auf. Ab den späten 1970er Jahren übernahm er, offensichtlich aus finanziellen Erwägungen, immer wieder Rollen in Filmen, die rein kommerziell ausgerichtet waren und qualitativ deutlich abfielen (Der tödliche Schwarm, 1978, Jagd auf die Poseidon, 1979, Der weiße Hai – Die Abrechnung, 1987). Er fand jedoch auch regelmäßig Rollen, die seine Reputation als vielseitigen Charakterdarsteller festigten, und zählt seit Jahrzehnten zu den renommiertesten Filmschauspielern. Wie kaum ein anderer Star seiner Generation ist Caine mit über 80 Jahren kontinuierlich im Kino zu sehen gewesen und ist bis 2024 in der Regel in zwei oder drei Filmen pro Jahr aufgetreten. Zwischen 2005 und 2012 konnte er in Christopher Nolans The-Dark-Knight-Trilogie einen großen Erfolg verbuchen, in der er als gewitzter Butler Alfred Pennyworth des Titelhelden zu sehen war.
Caine ist einer der am häufigsten ausgezeichneten Filmschauspieler. Unter anderem führten sechs Nominierungen zu zwei Oscars als bester Nebendarsteller, 1987 für Hannah und ihre Schwestern sowie 2000 für Gottes Werk und Teufels Beitrag. Er erhielt 1993 den Orden Commander of the Order of the British Empire (CBE) und wurde am 16. November 2000 von Königin Elisabeth II. als Knight Bachelor zum Ritter geschlagen. Dabei wurde er zunächst unter seinem eingetragenen Geburtsnamen entsprechend als Sir Maurice Micklewhite geführt. Inzwischen hat er jedoch in einem Fernsehinterview angegeben, seinen Namen offiziell in „Michael Caine“ geändert zu haben; auch in seiner neuesten Autobiografie bezeichnet er sich selbst als „Sir Michael Caine“.
Caine ist neben Jack Nicholson der einzige Schauspieler, der in jedem Jahrzehnt zwischen den 1960er und 2000er Jahren mindestens einen Film gedreht hat, für den er für einen Oscar nominiert wurde. Er ist seit über 60 Jahren kontinuierlich als Filmschauspieler tätig.
Caine hatte in der Spätzeit seiner Karriere immer wieder angekündigt, sich zur Ruhe zu setzen. Im Jahr 2023, nachdem er mit 90 Jahren die Hauptrolle im Film In voller Blüte spielte, erklärte er, es gebe kein besseres Ende für seine Karriere als dieses.

### Privat
Caine ist der Sohn von Maurice Joseph Micklewhite Sr. und dessen Frau Ellen Frances Marie (geb. Burchell, 1900–1989). Er war von 1954 bis 1962 mit Patricia Haines verheiratet, mit der er eine Tochter hat,  seit 1973 ist er mit der ehemaligen „Miss Guyana“ Shakira Caine verheiratet, die auch in einer kleinen Rolle in Der Mann, der König sein wollte (1975) zu sehen ist. Das Paar hat eine gemeinsame Tochter.
Am 30. September 2010 wurde der zweite Teil der Autobiografie Caines The Elephant to Hollywood in Großbritannien veröffentlicht.
Caine ließ im Juni 2016 seinen Namen offiziell in Michael Caine ändern, nachdem er diesen Künstlernamen 62 Jahre lang geführt hatte. Grund seien eigenen Angaben nach die verschärften Flughafen-Sicherheitskontrollen zu Zeiten des IS, die dort zu längerer Wartezeit führten.

## Sozialpolitisches Engagement
Caine engagiert sich seit Jahrzehnten für wohltätige Zwecke. Obwohl er in der Vergangenheit zahlreiche Wohltätigkeitsorganisationen unterschiedlicher Zielrichtung unterstützt hat (21st Century Leaders, British Forces Foundation, Elton John AIDS Foundation, Help for Heroes, Not On Our Watch, Sightsavers International, Whatever It Takes), setzt er sich vorwiegend für die Belange von Kindern ein. So ist er seit Jahren als Variety International Celebrity Ambassador für Variety, the Children’s Charity tätig und unterstützt darüber hinaus aktiv Organisationen wie die National Society for the Prevention of Cruelty to Children.
Caine ist Schirmherr des 2004 ins Leben gerufenen Leatherhead Drama Festivals in Surrey. Zwei Wochen lang führen Amateurtheatergruppen (Junior Week und Senior Week) teils selbst verfasste Stücke auf. Während der folgenden Awards Night werden die zwei jeweils besten Aufführungen gezeigt und herausragende Darbietungen der vorangegangenen zwei Wochen prämiert. Als Höhepunkt erhalten die Preisträger ihre Trophäen aus der Hand des Schirmherrn. Caines Unterstützung für dieses Festival, das das größte seiner Art in Großbritannien ist, hat dazu verholfen, ein breites öffentliches Interesse auf die Festspiele zu lenken und die Wirtschaft und das Kulturleben in Leatherhead zu stärken.
Im April 2010 trat Caine bei mehreren Wahlkampfveranstaltungen zusammen mit dem Vorsitzenden der Conservative Party, David Cameron, auf und warb gemeinsam mit ihm für die Einführung eines mehrwöchigen freiwilligen Bürgerdienstes für 16-Jährige.

## Filmografie (Auswahl)
- 1956: An vorderster Front (A Hill in Korea)
- 1957: Onkel George und seine Mörder (How to Murder a Rich Uncle)
- 1958: Der Schlüssel (The Key)
- 1961: Der Tag, an dem die Erde Feuer fing (The Day the Earth Caught Fire)
- 1962: Brillanten des Todes (Scotland Yard Accepts the Challenge)
- 1964: Zulu
- 1964: Hamlet
- 1965: Ipcress – streng geheim (The Ipcress File)
- 1966: Letzte Grüße von Onkel Joe (The Wrong Box)
- 1966: Der Verführer läßt schön grüßen (Alfie)
- 1966: Das Mädchen aus der Cherry-Bar (Gambit)
- 1966: Finale in Berlin (Funeral in Berlin)
- 1966: Morgen ist ein neuer Tag (Hurry Sundown)
- 1967: Siebenmal lockt das Weib (Woman Times Seven)
- 1967: Das Milliarden-Dollar-Gehirn (Billion Dollar Brain)
- 1968: Ein dreckiger Haufen (Play Dirty)
- 1968: Die Todesfalle (Deadfall)
- 1968: Teuflische Spiele (The Magus)
- 1969: Lauter Lügen (Male of the Species)
- 1969: Charlie staubt Millionen ab (The Italian Job)
- 1969: Luftschlacht um England (Battle of Britain)
- 1970: Zu spät für Helden – Antreten zum Verrecken (Too Late the Hero)
- 1971: Das vergessene Tal (The Last Valley)
- 1971: Jack rechnet ab (Get Carter)
- 1971: Entführt (Kidnapped)
- 1972: X, Y und Zee (Zee & Co.)
- 1972: Malta sehen und sterben (Pulp) (& Co-Produzent)
- 1972: Mord mit kleinen Fehlern (Sleuth)
- 1974: Die schwarze Windmühle (The Black Windmill)
- 1974: Fluchtpunkt Marseille (The Marseilles Contract)
- 1975: Die Wilby-Verschwörung (The Wilby Conspiracy)
- 1975: Die romantische Engländerin (The Romantic Englishwoman)
- 1975: Der Mann, der König sein wollte (The Man Who Would Be King)
- 1976: Die falsche Schwester (Peeper)
- 1976: Und morgen wird ein Ding gedreht (Harry and Walter Go to New York)
- 1976: Der Adler ist gelandet (The Eagle Has Landed)
- 1977: Die Brücke von Arnheim (A Bridge Too Far)
- 1978: Silber, Banken und Ganoven (Silver Bears)
- 1978: Der tödliche Schwarm (The Swarm)
- 1978: Das verrückte California-Hotel (California Suite)
- 1979: Ashanti
- 1979: Jagd auf die Poseidon (Beyond the Poseidon Adventure)
- 1980: Freibeuter des Todes (The Island)
- 1980: Dressed to Kill
- 1981: Die Hand (The Hand)
- 1981: Flucht oder Sieg (Victory)
- 1982: Das Mörderspiel (Deathtrap)
- 1983: Agenten sterben zweimal (The Jigsaw Man)
- 1983: Rita will es endlich wissen (Educating Rita)
- 1983: Der Honorarkonsul (The Honorary Consul)
- 1984: Schuld daran ist Rio (Blame It on Rio)
- 1985: Wasser – Der Film (Water)
- 1985: Der 4 ½ Billionen Dollar Vertrag (The Holcroft Convenant)
- 1986: Hannah und ihre Schwestern (Hannah and Her Sisters)
- 1986: Sweet Liberty
- 1986: Mona Lisa
- 1986: Half Moon Street
- 1986: Kreuzfeuer der Agenten (The Whistle Blower)
- 1987: Das vierte Protokoll (The Fourth Protocol)
- 1987: Der weiße Hai – Die Abrechnung (Jaws: The Revenge)
- 1987: Nicht jetzt, Liebling (Surrender)
- 1988: Jack the Ripper – Das Ungeheuer von London (Jack the Ripper) (Fernsehfilm)
- 1988: Genie und Schnauze (Without a Clue)
- 1988: Zwei hinreißend verdorbene Schurken (Dirty Rotten Scoundrels)
- 1990: Jekyll und Hyde (Jekyll and Hyde)
- 1990: Mord mit System (A Shock to the System)
- 1990: Mr. Destiny
- 1990: Bullseye – Der wahnwitzige Diamanten Coup (Bullseye!)
- 1992: Der nackte Wahnsinn (auch: Der Spaß beginnt) (Noises Off)
- 1992: Blue Ice
- 1992: Die Muppets-Weihnachtsgeschichte (A Muppet Christmas Carol)
- 1994: Auf brennendem Eis (On Deadly Ground)
- 1994: World War II: When Lions Roared
- 1995: The Palmer Files: Der Rote Tod (Len Deighton’s Bullet to Beijing)
- 1996: Blood and Wine
- 1996: The Palmer Files: Herren der Apokalypse (Len Deighton’s Midnight in St. Petersburg)
- 1997: Mandela und de Klerk – Zeitenwende (Mandela and de Klerk)
- 1997: 20.000 Meilen unter dem Meer (20,000 Leagues Under the Sea) (Fernsehfilm)
- 1998: Shadow Run
- 1998: Little Voice (Little Voice)
- 1999: Untermieter aus dem Jenseits (Curtain Call)
- 1999: Gottes Werk & Teufels Beitrag (The Cider House Rules)
- 1999: The Debtors
- 2000: Quills – Macht der Besessenheit (Quills)
- 2000: Shiner – Jenseits von Gut und Böse (Shiner)
- 2000: Get Carter – Die Wahrheit tut weh (Get Carter)
- 2000: Miss Undercover (Miss Congeniality)
- 2001: Letzte Runde – Last Orders (Last Orders)
- 2002: Austin Powers in Goldständer (Austin Powers in Goldmember)
- 2002: Der stille Amerikaner (The Quiet American)
- 2003: Quicksand – Gefangen im Treibsand (Quicksand)
- 2003: The Actors
- 2003: Löwen aus zweiter Hand (Secondhand Lions)
- 2003: The Statement
- 2004: Spurensuche – Umwege zur Wahrheit (Around the Bend)
- 2005: Batman Begins
- 2005: Verliebt in eine Hexe (Bewitched)
- 2005: The Weather Man
- 2006: Children of Men
- 2006: Prestige – Die Meister der Magie (The Prestige)
- 2007: Flawless
- 2007: 1 Mord für 2 (Sleuth)
- 2008: The Dark Knight
- 2008: Is Anybody There?
- 2009: Harry Brown
- 2010: Inception
- 2011: Gnomeo und Julia (Gnomeo and Juliet) (Stimme)
- 2011: Cars 2 (Stimme)
- 2012: Die Reise zur geheimnisvollen Insel (Journey 2: The Mysterious Island)
- 2012: The Dark Knight Rises
- 2013: Die Unfassbaren – Now You See Me (Now You See Me)
- 2013: Mr. Morgans letzte Liebe (Mr. Morgan’s Last Love)
- 2014: Interstellar
- 2014: Kingsman: The Secret Service
- 2014: Stonehearst Asylum – Diese Mauern wirst du nie verlassen (Stonehearst Asylum)
- 2015: The Last Witch Hunter
- 2015: Ewige Jugend (Youth)
- 2016: Die Unfassbaren 2 (Now You See Me 2)
- 2017: Abgang mit Stil (Going In Style)
- 2017: Dunkirk
- 2017: Lieber Diktator (Coup d’Etat)
- 2018: Sherlock Gnomes (Stimme)
- 2018: Ein letzter Job (King of Thieves)
- 2020: Tenet
- 2020: Die Magie der Träume (Come Away)
- 2020: Vier Kids und der magische Sandelf (Four Kids and It) (Stimme)
- 2021: Twist
- 2021: Best Sellers
- 2022: Medieval
- 2023: In voller Blüte (The Great Escaper)

## Diskografie
- 1992: What’s It All About?
- 1994: Rabbit Ears Treasury of Fairy Tales, Volume Two: King Midas and the Golden Touch; Jack and the Beanstalk
- 1996: The Silver Lining: 23 Of the World’s Most Distinguished Actors Read Their Favorite Poems
- 2000: Seven Ages: an Anthology of Poetry with Music
- 2007: Cained

## Auszeichnungen (Auswahl)
Academy Awards
Auszeichnung
- 1987: Oscar Bester Nebendarsteller in Hannah und ihre Schwestern
- 2000: Oscar Bester Nebendarsteller in Gottes Werk und Teufels Beitrag

Nominierung
- 1967: Oscar-Nominierung als bester Hauptdarsteller in Der Verführer läßt schön grüßen (Alfie)
- 1973: Oscar-Nominierung als bester Hauptdarsteller in Mord mit kleinen Fehlern (Sleuth)
- 1984: Oscar-Nominierung als bester Hauptdarsteller in Rita will es endlich wissen (Educating Rita)
- 2003: Oscar-Nominierung als bester Hauptdarsteller in Der stille Amerikaner (The Quiet American)

BAFTA Awards
Auszeichnung
- 1984: BAFTA Award als bester Darsteller in Rita will es endlich wissen (Educating Rita)
- 2000: Ehrenpreis (Academy Fellowship)

Golden Globes
Auszeichnung
- 1984: Golden Globe Bester Hauptdarsteller – Drama in Rita will es endlich wissen (Educating Rita)
- 1989: Golden Globe Bester Hauptdarsteller – Mini-Serie oder TV-Film in Jack the Ripper – Das Ungeheuer von London (Jack the Ripper)
- 1999: Golden Globe Bester Hauptdarsteller – Musical oder Comedy in Little Voice (Little Voice)

Europäischer Filmpreis
Auszeichnung
- 2015: Bester Darsteller in Ewige Jugend
- 2015: Ehrenpreis

## Popkultur
Die Ska-Gruppe Madness veröffentlichte 1984 eine Single mit dem Titel Michael Caine, auf der die Stimme des Schauspielers zu hören ist.

## Deutsche Synchronstimmen
Caine ist für die deutschen Fassungen seiner Filme im Laufe der Jahre von mehr als einem Dutzend Sprechern synchronisiert worden. Seit 1967 war allerdings am häufigsten Jürgen Thormann Caines deutsche Stimme, z. B. in Gottes Werk und Teufels Beitrag und The Dark Knight. Seit Ende der 1970er Jahre wurde Caine fast ausschließlich von ihm gesprochen.

## Werke (Auswahl)
- 2012: Weniger ist mehr. Kleines Handbuch für Filmschauspieler, Alexander Verlag, ISBN 978-3895811388.
- 2023: Deadly Game, Hodder & Stoughton, ISBN 978-1399702508.
- 2024: Deadly Game - Die Abrechnung, Random House Audio, ISBN 978-3-8371-6895-2 (gelesen von Detlef Bierstedt).